# 第一類型危險
《第一類型危險》（英語：Dangerous Encounter - 1st Kind），原片名《第一類危險》，是1980年上映的一部香港動作電影，由徐克執導，羅烈、林珍奇、呂良偉、區瑞強主演。為香港新浪潮電影中具爭議性的代表作。
由於電影情節涉及製造及放置炸彈，一度被禁映，最终電影在1980年12月4日於香港公映。

## 劇情

### 修訂版劇情
阿Paul（區瑞強 飾）、阿龍（龍天生 飾）和阿高（車保羅 飾）一時貪玩，在半夜「揸大膽車」（無牌駕駛）時意外撞死途人，被奀珠（林珍奇 飾）目擊過程。奀珠要脅三人，若不聽從她的指示去做，便會報警告發他們，三人唯有就範。
於是，四人一同去打劫，為的只是尋找刺激。他們與外國人爭執時，無意間得到一批來歷不明的大額日本銀行本票，欲將之兌換金錢，但原來這批本票乃越戰的退伍美軍走私軍火之用。四人在過程中敗露行蹤，開始引來警方、黑幫和退伍美軍的注意，逐漸走向無可挽回的地步。

### 版本差異
在修訂版中，片名由《第一類危險》改為《第一類型危險》，亦刪去片首的片名解說；原故事開端由「阿Paul自製計時炸彈，三人在戲院內放置」改為「三人在半夜時無牌駕駛，撞死途人」。整部電影裡，原有的數段放置炸彈或爆炸場面被大幅刪減、補拍部分情節以及再配音，劇情比原版有部分相異。

## 禁映
1980年9月5日，片方收到電檢處通知禁映的消息，這個決定令電影錯失了中秋節的上映檔期。製作人員隨即在短時間內修改劇本、補拍部份情節及重新剪接，方能通過電檢，並將原片名《第一類危險》易名《第一類型危險》後重新上映。修訂前後的兩個版本，劇情略有不同。。

## 演員表
| 演員          | 角色           | 粵語配音 | 備註 |
| ------------- | -------------- | -------- | --- |
| 羅烈          | 阿蛋           | 金貴     | 警察 爆炸專案小組成員 奀珠之兄                                                                                                  |
| 林珍奇        | 奀珠           | 沈小蘭   | 阿蛋之妹 性格陰沉暴戾，常與人爭執 好虐待動物，尋找刺激                                                                          |
| 呂良偉        | 呂Sir          | 林國雄   | 警察 爆炸專案小組成員 綽號：油脂飛 阿蛋上司                                                                                     |
| 區瑞強        | 阿Paul         | 盧國雄   | 學生 阿高和阿龍之同學 家境富裕                                                                                                  |
| 龍天生        | 阿龍           | 龍天生   | 學生 阿Paul和阿高之同學 草根階層                                                                                                |
| 車保羅        | 阿高           | 廖偉雄   | 學生 阿Paul和阿龍之同學 草根階層                                                                                                |
| 朱承彩        | 阿Paul之母     |          | |
| 馮潤泉        | 阿Paul之父     |          | |
| 施露華        | 黑叔           | 張炳強   | 黑幫份子，的士高話事人 綽號：四九黑柴 利用奀珠等人，搶奪未兌換的本票及已兌換的現金 後被退伍美軍發現他持有部份本票，把他嚴刑逼供 |
| 約翰柴斯高    | 退伍美軍 吉士  |          | 被同夥殺害 （公映版加入之角色）                                                                                                 |
| 布魯士白龍    | 退伍美軍 Bruce |          | 裝有本票的盒子被奀珠搶去後情緒失控 被首領Nigel懲罰性殺害                                                                        |
| 添泰利        | 退伍美軍       |          | |
| 史提夫勒沙    | 退伍美軍       |          | |
| 皮亞士卜丹    | 退伍美軍       |          | |
| Nigel Falgate | 退伍美軍 Nigel |          | 退伍美軍團夥首領 |
| 陳少玲        | 車房太子女     |          | 被劫匪持刀搶劫 |
| 張永雄        | 劫匪           |          | 搶劫車房太子女之劫匪 |
| 馮愛慈        | 銀行職員       | 謝月美   | |
| 溫燦華        | 便裝探員       | 馮永和   | 爆炸專案小組成員 呂Sir下屬 阿蛋同僚                                                                                             |
| 阮惠熊        | 便裝探員       |          | 呂Sir下屬 |
| 岑建勳        | 政治部人員     |          | （公映版加入之角色） |
| 于仁泰        | 政治部人員     |          | （公映版加入之角色） |
| 梁普智        | 政治部人員     |          | （公映版加入之角色） |
| 唐基明        | 政治部人員     |          | （公映版加入之角色） |
| 冼杞然        | 政治部人員     |          | （公映版加入之角色） |
| 章國明        | 政治部人員     |          | （公映版加入之角色） |
| 徐克          | 政治部人員     |          | （公映版加入之角色） （本片導演）                                                                                               |
| 劉成漢        | 政治部人員     |          | （公映版加入之角色） |
| 鄧小宇        | 政治部人員     |          | （公映版加入之角色） |
| 戈武          |                |          | |
| 葉德嫻        | 文職警員       |          | 負責處理案件文檔 阿蛋語言挑逗之對象 （只在導演版出場）                                                                          |
| 龐焯林        | 印刷廠老闆     | 源家祥   | 把奀珠解僱，卻被奀珠先把他「炒魷魚」（先行辭職）                                                                                |
| 莊文清        | 妓女           |          | 因從事賣淫工作而被警察問話 其母亦一同被問話，並聲稱不知女兒賣淫                                                                 |
| 胡大為        | 導遊           | 胡大為   | 日本訪港旅行團之導遊 |
| 魚頭雲        | 司機           |          | 日本訪港旅行團之旅遊巴司機 |
| 余慕蓮        | 清潔工人       |          | 大清早清潔街道時發現被殺及肢解的退伍美軍Bruce的屍體                                                                             |
| 方萍          | 風化案證人     |          | 在警署認人時誤將阿蛋認作一風化案疑犯 （只在導演版出場）                                                                         |
| 謝虹          | 爆竹賣家       |          | 非法售賣爆竹予奀珠 （公映版加入之角色）                                                                                         |
| 楊又祥        | 證人           |          | 廁所炸彈案證人，協助製作疑犯拼圖 （只在導演版出場）                                                                             |
| 麥大成        | 警員           | 林國雄   | 向廁所炸彈案證人錄取口供，製作拼圖 （只在導演版出場）                                                                           |
| 林偉棋        | 接贓者         | 源家祥   | 經黑叔介紹給奀珠等人認識 提出用三折價錢接收那批日本銀行本票                                                                     |
| 陳華南        |                |          | |
| 周國基        |                |          | |
| 曹廣慶        |                |          | |
| 侯思傑        |                |          | |
| 李春華        | 私人保鑣       |          | 前香港先生 保護兌換店老闆時被奀珠的炸彈意外炸死                                                                                 |
| 梁珍妮        | 妓女           |          | 退伍美軍Bruce的妓女，並被其殺害                                                                                                 |

## 外部連結
- 香港影庫上《第一類型危險》的資料（繁體中文）
- 互联网电影数据库（IMDb）上《第一類型危險》的资料（英文）
- 爛番茄上《第一類型危險》的資料（英文）